# Vitaliano del Dente
Vitaliano del Dente (Padova, ... – il 1311) è stato un politico italiano.
Secondo i più antichi commentatori della Divina Commedia andrebbe identificato con quel Vitaliano che, a detta dell'usuraio Rinaldo degli Scrovegni, dopo la morte andrà a sedere al suo fianco nel girone degli usurai (Inferno - Canto diciassettesimo).

## Biografia
Era membro dei Dente, importante famiglia padovana impegnata sin dall'inizio del Duecento nel settore bancario. Sposò Beatrice Scrovegni la figlia di Rinaldo e, probabilmente, fu coinvolto nelle attività finanziarie della famiglia Scrovegni. Ebbe forse un ruolo nella lite che incorse tra questi ultimi e Gherardo III da Camino a causa di un prestito.
Non esistono in realtà prove certe su una sua attività di usuraio. Solo uno scritto dell'8 dicembre 1296 attesta che in quel giorno Rinaldo Cambio, sindaco di Vicenza, ricevette un prestito da restituire nel giro di sei mesi «mutuo sub usuris a domino Paulo quondam domini Vitaliani de Lemicis pro domino Vitaliano quondam domini Guglielmi Dentis de Padua». Inoltre sappiamo che nel 1300 offrì a Gualpertino Mussato, fratello dello storico Albertino, una cospicua somma per poter diventare abate di Santa Giustina, ma non è detto che lo avesse fatto imponendo interessi.
Il 28 aprile 1303 sua figlia sposò Bartolomeo I della Scala, il potente signore di Verona; rimasta vedova, pretese dal fratello del defunto, Alboino, la restituzione della dote.
I cronisti si occupano di lui a partire da Albertino Mussato (che ne aveva sposato la sorellastra Marbilia) e lo descrivono come un uomo dall'animo grande e generoso. Podestà di Padova nella prima metà del 1307, si impegnò a mantenere la predominanza politica della città su Vicenza, difendendola dalle mire di Alberto I della Scala.

## Nell'Inferno di Dante
Come è stato visto, è dai più ricordato come uomo magnanimo e liberale e la sua attività di usuraio non è provata; nonostante ciò è stato identificato in lui il Vitaliano che, nel diciassettesimo canto dell'Inferno (v. 68), Rinaldo degli Scrovegni dichiara suo prossimo compagno di pena non ancora morto, che siederà alla sua sinistra nel terzo girone del settimo cerchio. Dante dopotutto era stato ospite degli Scaligeri stessi a Verona e probabilmente essi gli potevano aver portato agli orecchi cattive voci sul suo conto nate dagli screzi con la famiglia di Vitaliano.
Alcuni commentatori hanno però indicato come probabile destinatario della citazione anche un certo Vitaliano di Jacopo Vitaliani, contemporaneo del poeta.